# 寅次郎的故事42 我的舅舅寅次郎
《寅次郎的故事42 我的舅舅寅次郎》（日语：男はつらいよ ぼくの伯父さん）是一部1989年上映的日本喜剧电影，亦是《寅次郎的故事系列》的第四十二部剧场版作品。由山田洋次导演，渥美清、倍赏千惠子、前田吟、下条正巳、三崎千惠子、后藤久美子等等主演。于1989年12月27日上映。

## 剧情简介
对于舅舅的人格魅力，满男的感受越来越深切，他的心事不愿意讲给父母听，却愿意告诉舅舅。毕业后没有去处，在家等待的滋味给他平添了许多烦恼。低年级的泉子因为家庭的变故离开他们去了别的城市，他们只能通过写信彼此沟通。最近，满男更加惦念着泉子，打开的书本上满是她的影子。 
樱花对儿子的状态很是担心，趁寅次郎回来请他和满男谈一谈。结果两人大醉而归，阿博一时不冷静打了满男，满男负气离家。 
满男一路寻找，来到泉子的阿姨寿子家。泉子不愿和母亲一起生活，寿子把她当成自己的女儿来培养。陌生的环境和缺乏朋友使她感到很压抑，内心渴望有知心的朋友相伴。满男的到来令她非常开心。 
在旅途中，满男凑巧和舅舅住在同一家旅馆，又一同去了寿子家，在寿子父亲身边聆听他关于考古和历史的讲解，使寅次郎有了新的体验。

## 主要演员
- 车寅次郎：渥美清
- 诹访樱：倍赏千惠子
- 奥村寿子：檀ふみ
- 诹访满男：吉冈秀隆
- 车龙造（外甥）：下条正巳
- 车つね（姑妈）：三崎千惠子
- 诹访博：前田吟
- 桂梅太郎（社长）：太宰久雄
- 源公：佐藤蛾次郎
- 御前样：笠智众
- 淳平：石井均
- 老人：尾形一成
- 三桥雪男：笹野高史
- ポンシュウ：关敬六
- 阿梢：户川纯
- 站长：じん弘
- 奥村章之助：今福将雄
- 奥村嘉一：尾藤功男
- 及川礼子（泉之母亲）：夏木麻里
- 及川泉：後藤久美子
- 三平：北山雅康

## 奖项
- 第8届金十字奖最佳银奖
- 第3届日刊体育电影大奖最佳男配角奖／吉冈秀隆

### 英文
- . Complete Index to World Film.   [2016-02-09]. （原始内容存档于2016-03-04） （英语）.
- 互联网电影数据库（IMDb）上《Otoko wa tsurai yo: Boku no ojisan (1989)》的资料（英文）

### 德文
- . www.molodezhnaja.ch.   [2016-02-09]. （原始内容存档于2016-03-03） （德语）.

### 日文
- . www.allcinema.net.   [2016-02-09]. （原始内容存档于2016-06-28） （日语）.
- . 日本电影院数据库（日本文化厅）.   [2016-02-09]. （原始内容存档于2012-03-11） （日语）. 外部链接存在于|publisher= (帮助)
- . 日本电影数据库.   [2016-02-09]. （原始内容存档于2016-03-03） （日语）.
- . 电影旬报.   [2016-02-09]. （原始内容存档于2012-03-24） （日语）.

### 中文
- . 豆瓣电影.   [2016-02-09]. （原始内容存档于2015-08-22）.